# Hymenocardia ripicola
Hymenocardia ripicola är en emblikaväxtart som beskrevs av J.Leonard. Hymenocardia ripicola ingår i släktet Hymenocardia och familjen emblikaväxter. Inga underarter finns listade i Catalogue of Life.